# Tatjana Jelača
Tatjana Jelača (serbisch Татјана Јелача; * 10. August 1990 in Sremska Mitrovica) ist eine serbische Speerwerferin.
Jelača erreichte bei den Jugendweltmeisterschaften 2007 in Ostrava den sechsten Platz mit einer Weite von 48,12 m. Beim europäischen Winter-Pokal 2008 in Split erreichte sie Platz sieben. Bei den Olympischen Sommerspielen 2008 in Peking nahm sie in der Disziplin Speerwurf teil, konnte sich aber nicht für das Finale qualifizieren. Kurz zuvor hatte sie bei den Junioren-Weltmeisterschaften in Bydgoszcz die Bronzemedaille gewonnen. Bei den Leichtathletik-Europameisterschaften 2010 in Barcelona erreichte sie den 12. Platz. Kurz zuvor gewann sie mit der Mannschaft bei der Leichtathletik-Team-Europameisterschaft 2010 die Goldmedaille.
Bei den Europameisterschaften 2014 in Zürich gewann sie mit neuem Landesrekord von 64,21 m die Silbermedaille.
Jelača gewann 2009 bei den Serbischen Meisterschaften sowie den Junioren-Balkanmeisterschaften.